# Lupinus subinflatus
Lupinus subinflatus är en ärtväxtart som beskrevs av Charles Piper Smith. Lupinus subinflatus ingår i släktet lupiner, och familjen ärtväxter. Inga underarter finns listade i Catalogue of Life.